# Sistema Opinião de Comunicação
Sistema Opinião de Comunicação é um conglomerado de mídia brasileiro formado em 2014 com a aquisição de parte das ações da TV Ponta Negra, de Natal, RN. Posteriormente, adquiriram mais de 50% das ações dos Diários Associados no Nordeste. Atualmente, o Sistema Opinião é proprietário de 2 emissoras de TV.

## Empresas

### Atuais

#### Televisão
- TV Guararapes
- TV Ponta Verde

### Antigas empresas
- Diario de Pernambuco (vendido para o Grupo R2)
- Clube FM Recife (vendida para o Grupo R2)
- Rádio Clube Recife (vendida para o Grupo R2)
- 97.9 FM de Natal (vendida aos empresários Haroldo Azevedo e Cândido Ângelo)[6]
- TV Ponta Negra (voltou ao controle do Sistema Ponta Negra de Comunicação)
- TV Borborema (vendida para o Grupo Norte de Comunicação)[7]
- Rádio Borborema (vendida para o Grupo Norte de Comunicação)[7]
- TV Manaíra (vendida para o Grupo Norte de Comunicação)[7]
- 103.3 FM Manaíra  (vendida para o Grupo Norte de Comunicação)[7]